# 圣伊拉里奥-德洛约尼奥
圣伊拉里奥-德洛约尼奥（義大利語：Sant'Ilario dello Ionio）是意大利雷焦卡拉布里亚省的一个市镇。总面积13平方公里，人口1359人，人口密度104.5人/平方公里（2009年）。ISTAT代码为080082。